# 도니 브래스코
도니 브래스코(Donnie Brasco)는 1997년 공개된 미국의 범죄 드라마 영화이다.

## 줄거리
1970년대 뉴욕, 본나노 패밀리의 노쇠한 해결사 레프티 루지에로는 보석털이범으로 위장한 젊은 FBI 요원 조셉 피스톤, 즉 도니 브라스코를 만나게 된다. 도니는 레프티에게 접근하여 마피아의 세계에 발을 들여놓고, 레프티는 도니를 마피아 조직에 보증하며 그를 신뢰하게 된다. 도니는 점차 마피아의 규칙을 배우고 레프티의 조직원들과 친분을 쌓으며, 범죄 행위에 가담하면서 동시에 FBI에 정보를 제공하는 이중생활을 한다.
조직 내에서 승진 경쟁이 벌어지고, 레프티는 자신이 인정받지 못하는 것에 불만을 품지만, 도니와는 인간적인 유대감을 형성한다. 도니는 마이애미에 파견된 또 다른 FBI 요원 리치 가조와 함께 새로운 사업을 계획하지만, 레프티는 도니가 자신을 배신했다고 오해하고 관계가 소원해진다. 하지만 레프티의 아들이 약물 과다 복용으로 위기에 처했을 때 도니는 그를 위로하고, 다시 관계를 회복한다. 도니는 FBI 요원으로서의 임무와 마피아 조직원으로서의 삶 사이에서 갈등하고, 아내 매기와의 관계도 소원해진다.
마이애미에서 클럽 사업을 하던 중 함정에 빠진 조직원들은 뉴욕으로 돌아와 복수를 계획하고, 도니는 시신 처리까지 돕게 된다. 조직의 새로운 보스가 된 소니 블랙은 도니에게 브루노를 죽여 조직원으로 정식 입단할 것을 명령하고, 도니는 레프티에게 돈을 주며 마피아에서 떠날 것을 제안하지만, 레프티는 도니의 정체를 의심한다. 결국, 브루노를 살해하기 직전, FBI는 도니를 보호하기 위해 그와 레프티를 체포하고 수사를 종결시킨다.
도니의 정체가 밝혀지자, 레프티는 자신이 FBI 요원을 조직에 들인 대가로 죽임을 당할 것을 예감하고, 마지막으로 아내를 위해 자신의 소지품을 정리한다. 피스톤은 공로를 인정받아 포상을 받지만, 여전히 신변의 위협을 느끼며 아내와 함께 은신처에서 살아가게 된다. 도니 브라스코 작전으로 수집된 증거는 200건 이상의 기소와 100건 이상의 유죄 판결로 이어졌다.

## 출연

### 주연
- 알 파치노
- 조니 뎁

### 조연
- 마이클 매드슨
- 브루노 커비
- 제임스 루소
- 앤 헤이시

## 기타
- 원작자: 조셉 D. 피스톤
- 원작자: 리처드 우들리
- 미술: 도널드 그레이엄 버트
- 의상: 오드 브론슨 하워드
- 의상: 데이빗 C. 로빈슨
- 배역: 루이스 디지아이모
- 배역: 브렛 골드스타인